# Assitec Volley
L'Assitec Volley è una società pallavolistica femminile italiana con sede a Sant'Elia Fiumerapido: milita nel campionato di Serie B2.

## Storia
La società nasce nel 1998 con il nome di Santuliamea Volley ed ottiene subito ottimi risultati nei campionati provinciali e regionali: la squadra in pochi anni centra diverse promozioni, debuttando in Serie C nella stagione 2004-05.
Debutta in Serie B2 nella stagione 2015-16. Al termine dell'annata 2017-18, grazie al secondo posto al termine della regular season e la vittoria nei play-off promozione, conquista la promozione in Serie B1, categoria dove debutta nella stagione 2018-19 a ventanni dalla fondazione.
Nel 2020 la società Assitec 2000, già sponsor della squadra, dà il proprio nome al club che assume il nome di Assitec Volley. Al termine della stagione 2020-21, conclusa con la partecipazione ai play-off per la promozione, l'Assitec acquista il titolo sportivo dalla AGIL e viene ammessa in Serie A2.
La prima partecipazione alla seconda divisione del campionato italiano, nella stagione 2021-22, termina con la retrocessione in Serie B1 ma la società acquista nuovamente il titolo sportivo per la Serie A2 dall'Olimpia Teodora. Al termine dell'annata successiva, subita la seconda retrocessione, decide di rinunciare anche al campionato di Serie B1 ed iscriversi a quello di B2.

## Rosa 2022-2023
| N° | Nome              | Ruolo | Data di nascita  | Nazionalità sportiva |
| -- | ----------------- | ----- | ---------------- | -------------------- |
| 1  | Natasha Spinello  | P     | 15 dicembre 1998 | Italia               |
| 3  | Noemi Moschettini | P     | 27 maggio 2003   | Italia               |
| 4  | Chiara Costagli   | S     | 17 luglio 1998   | Italia               |
| 5  | Giulia Polesello  | C     | 8 aprile 2004    | Italia               |
| 7  | Eliise Hollas     | C     | 29 dicembre 1993 | Estonia              |
| 8  | Aurora Giorgetta  | O     | 23 giugno 2004   | Italia               |
| 9  | Giada Di Mario    | L     | 4 settembre 2004 | Italia               |
| 10 | Martina Ghezzi    | S     | 20 agosto 2001   | Italia               |
| 11 | Danijela Džaković | S     | 4 maggio 1994    | Montenegro           |
| 12 | Irene Botarelli   | O     | 18 giugno 1996   | Italia               |
| 13 | Asia Cogliandro   | C     | 12 gennaio 1996  | Italia               |
| 18 | Federica Vittorio | L     | 8 dicembre 1991  | Italia               |